# Хиспания Рейсинг
Хиспания Рейсинг е испански тим от Формула 1, създаден от Адриан Кампос под името Кампос Мета 1, след това придобид от Хосе Рамон Карабанте. На 12 юни 2009 година екипът официално получава одобрение от ФИА за участие в календара на Формула 1 за сезон 2010. През март отборът е преименуван на Hispania Racing. Отборът представи болида си F110 на 4 март, в присъствието на пилотите Бруно Сена (племенник на известния Айртон Сена) и Карун Чандок. Това е единственият от отборите, който не е правил предсезонни тестове преди началото на сезона във Формула 1.
Под името Campos Racing, понастоящем участва в испанската Формула 3 и е бивш участник в шампионата на ФИА - GP2, който понастоящем е известен като Barwa Addax.
Щаб-квартирата на Campos Grand Prix е разположена в Мадрид, а новият технически център се намира във Валенсия.
Италианският конструктор на спортни шасита Далара създаде за екипа шаси, а двигателят е на легендарната марка Косуърт.